# The Doors (film)
Pour les articles homonymes, voir The Doors (homonymie).
Pour plus de détails, voir Fiche technique et Distribution.
Les Doors (The Doors) est un film américain réalisé par Oliver Stone et sorti en 1991. Il relate l'histoire du groupe The Doors et de leur leader Jim Morrison, de leurs débuts jusqu'à la mort de leur chanteur. Le scénario a été écrit par Oliver Stone et J. Randall Johnson.
Le film reçoit à sa sortie un accueil mitigé de la part des critiques, bien que la performance de l'acteur principal Val Kilmer soit louée, tout comme celle des acteurs secondaires, la cinématographie, la conception de la production et la mise en scène d'Oliver Stone. Les critiques sont cependant négatives sur les inexactitudes historiques et la représentation de Jim Morrison.

## Synopsis
Le générique d'ouverture commence sur l'enregistrement de Morrison, An American Prayer: Jim Morrison et la trame narrative évolue rapidement vers des souvenirs d'enfance où la famille Morrison roule le long d'une autoroute en plein désert du Nouveau-Mexique en 1949. Jim enfant voit un vieil indien en train de mourir sur le bord de la route. Puis, plus tard, en 1965, Jim Morrison est à Venice Beach où il croise pour la première fois Pamela Courson. Il étudie ensuite à l'UCLA, où son film expérimental ne fait pas l'unanimité. Il y fait cependant la connaissance de Ray Manzarek. Jim lui fait ensuite part de son envie d'écrire des poèmes et surtout des chansons. Il ajoute qu'il veut monter un groupe qui s’appellerait The Doors, en clin d’œil au livre The Doors of Perception d'Aldous Huxley. Jim et Ray sont alors rejoints par le batteur John Densmore et le guitariste Robby Krieger. Ce dernier imagine alors une ébauche du titre Light My Fire.
Six mois plus tard, le groupe se produit à Sunset Strip. Le succès monte progressivement pour les Doors qui commencent à être approchés par des producteurs. De plus, Jim remporte un vif succès auprès de la gent féminine. Morrison parvient à convaincre les membres du groupe d'aller dans la Vallée de la Mort pour expérimenter les effets de drogues psychédéliques. De retour à Los Angeles, ils effectuent plusieurs spectacles dans le fameux night-club, Whisky a Go Go et se crée un fan-club fidèle. Le jeu de scène et les occasionnelles improvisations lyriques de Morrison — notamment sur The End — mettent hors d'eux les propriétaires du club. Cependant, la popularité du groupe ne cesse de croître et ils sont alors approchés par Paul A. Rothchild et Jac Holzman du label Elektra Records. Ils y enregistrent leur premier album, qui sort début 1967.
Le succès devient énorme. Le groupe est même invité au Ed Sullivan Show pour interpréter Light My Fire. On leur demande cependant de changer la phrase « girl we couldn't get much higher », ce dernier mot étant jugé inapproprié car faisant l'apologie des drogues. Contrairement aux autres membres du groupe, Jim refuse et chante la chanson telle quelle, au grand dam du producteur de l'émission. Après cela, Jim Morrison commence à avoir une fascination narcissique pour sa propre image. Il se définit comme « Le Roi Lézard » (The Lizard King) et cela dégénère dans un alcoolisme et une toxicomanie chronique. En sombrant de plus en plus dans ses addictions, il enchaîne les conquêtes, notamment Patricia Kennealy, une journaliste rock mystique impliquée dans la sorcellerie. Jim fait la connaissance de l'acteur Tom Baker, qui gravite autour d'Andy Warhol et de gens de l'avant-garde. Lors d'un concert à New Haven 1968, Jim provoque les forces de l'ordre sur scène, après une altercation en coulisses avant le concert. Le show est stoppé et le chanteur est arrêté. Sa relation avec Pamela connait par ailleurs de nombreux problèmes en raison de ses nombreuses infidélité et de ses frasques. Pamela le trompe également pour se venger.
Les membres du groupe et Paul A. Rothchild commencent également à avoir de plus en plus de ressentiment vis-à-vis du chanteur, notamment à cause de ses nouvelles connaissances et de ses absences aux enregistrements et aux concerts. La vision de Jim diffère totalement de celle des autres membres des Doors. De plus, la presse commence à critiquer la musique de Morrison. Le point de rupture est atteint à un concert à Miami en Floride en 1970, où il se met à insulter le public et à montrer ses parties génitales. Il en résulte une vraie tension au sein du groupe et, de plus, Jim doit faire face à un procès pour outrage public à la pudeur, en 1970 dans le comté de Dade. Patricia est à ses côtés au tribunal et lui révèle peu après qu'elle est enceinte de lui. Mais Jim ne veut pas être père et lui demande d'avorter.
En 1971 à Paris, Pamela Courson retrouve Jim Morrison mort dans son bain,  à l'âge de 27 ans. La scène finale montre sa tombe, parmi celles d'autres personnalités, au cimetière du Père-Lachaise, pendant que se joue la chanson A Feast of Friends. Juste avant le générique, un texte apparaît expliquant que « La mort de Jim Morrison fut attribuée à une attaque cardiaque. Il avait 27 ans. Pam le rejoignit trois ans plus tard ».
Durant le générique de fin, le groupe est montré en train d'enregistrer la chanson L.A. Woman en studio.

## Fiche technique
Sauf indication contraire, les informations mentionnées dans cette section peuvent être confirmées par la base de données cinématographiques IMDb,  présente dans la section « Liens externes ».
- Titre francophone : Les Doors[1]
- Titre original : The Doors
- Réalisation : Oliver Stone
- Scénario : J. Randall Johnson et Oliver Stone
- Musique : The Doors
- Photographie : Robert Richardson
- Montage : David Brenner et Joe Hutshing
- Décors : Barbara Ling
- Costumes : Marlene Stewart
- Production : Bill Graham, Sasha Harari, Mario Kassar et A. Kitman Ho
- Sociétés de production : Bill Graham Films, Carolco Pictures, Imagine Entertainment et Ixtlan
- Distribution : Tri-Star Pictures et Columbia Pictures
- Budget : 38 000 000 $
- Pays de production :  États-Unis
- Langue originale : anglais
- Genre : drame biographique, musical
- Durée : 141 minutes, 138 minutes (version finale)
- Dates de sortie[1] :
  - États-Unis, Canada : 1er mars 1991
  - France : 30 avril 1991
  - France : 26 juin 2019 (version restaurée)

## Distribution
- Val Kilmer (VF : Philippe Vincent[2]) : Jim Morrison
- Meg Ryan (VF : Virginie Ledieu[2]) : Pamela Courson
- Kyle MacLachlan (VF : Jean-François Vlérick) : Ray Manzarek
- Frank Whaley : Robby Krieger
- Kevin Dillon (VF : Serge Faliu[2]) : John Densmore
- Kathleen Quinlan (VF : Michèle Buzynski[2]) : Patricia Kennealy
- Michael Wincott (VF : Jacques Frantz) : Paul A. Rothchild
- Michael Madsen : Tom Baker
- Kelly Hu : Dorothy
- Billy Idol : Cat
- Dennis Burkley (VF : Mario Santini) : Dog
- Josh Evans : Bill Siddons
- Will Jordan (VF : Jean-Claude Sachot) : Ed Sullivan
- Sam Whipple (VF : Vincent Violette) : le producteur d'Ed Sullivan
- Paul Williams (VF : Paule Emanuele) : l'agent RP d'Andy Warhol
- Christina Fulton : Nico
- Crispin Glover (VF : Philippe Peythieu) : Andy Warhol
- John Densmore : l'ingénieur lors de la dernière session
- Gretchen Becker : la mère de Jim
- Jerry Sturm : le père de Jim
- Sean Stone : Jim, enfant
- Floyd Westerman : le shaman
- Jennifer Tilly : la fille de l'Oklahoma (non créditée)
- Mimi Rogers : Gloria Stavers, la photographe d'un magazine
- Oliver Stone : le professeur de cinéma de l'université (non crédité)
- Costas Mandylor : le comte italien
- Alan Manson (VF : Claude Joseph) : le juge de Miami
- Wes Studi : l'Indien dans le désert
- Titus Welliver : l'un des policiers à New Haven

## Production

### Genèse et développement
Au début des années 1980, Brian De Palma envisage de réaliser un film sur les  Doors avec John Travolta. Intitulé Fire, le projet sera modifié puis abandonné devant l'impossibilité d'obtenir les droits des chansons. D'autres réalisateurs comme Quentin Tarantino, Martin Scorsese et William Friedkin ont également voulu faire un film sur le groupe. En 1989, Mario Kassar et Andrew Vajna de Carolco Pictures acquièrent les droits du projet et veulent Oliver Stone à la réalisation. Les membres de The Doors sont quant à eux séduits par son film Platoon (1986). Le cinéaste donne ensuite son accord et veut s'y mettre après avoir terminé Evita, mais celui-ci connaitra de nombreux retard. Oliver Stone sera donc finalement disponible plus tôt que prévu.
Le guitariste du groupe, Robby Krieger, s'était toujours opposé à un film biographique sur les Doors, jusqu'à l'arrivée d'Oliver Stone sur le projet. À l'inverse, le claviériste Ray Manzarek, pourtant grand partisan d'immortaliser le groupe en film, s'oppose à l'implication du réalisateur. Il n'est pas satisfait de la direction que Stone va prendre avec le film et refuse de donner son approbation. Selon l'acteur Kyle MacLachlan : « Je sais que lui et Oliver ne parlaient pas. Je pense que c'était dur pour Ray, il étant le gardien du mythe des Doors depuis si longtemps. » Selon Krieger : « lorsque les Doors se sont séparés, Ray avait son idée sur la façon dont le groupe devait être représenté et John et moi avions la nôtre. » Ray Manzarek a déclaré qu'on ne lui avait pas demandé de consulter sur le film et qu'il souhaitait qu'il concerne également les quatre membres du groupe, plutôt que de se concentrer sur Morrison. À l'inverse, Oliver Stone a déclaré qu'il avait tenté à plusieurs reprises d'impliquer Ray Manzarek, mais « tout ce qu'il a fait, c'est de s'extasier et de crier. Il a parlé pendant trois heures de son point de vue... Je ne voulais pas que Ray soit dominant, mais Ray pensait qu'il savait mieux que quiconque. » Krieger écrira dans son livre Set the Night on Fire que Manzarek était également jaloux de Stone parce qu'il voulait réaliser le film lui-même.
Oliver Stone avait découvert The Doors en 1967, alors qu'il avait 21 ans, durant la guerre du Viêt Nam. Pour écrire son script, il rencontre de nombreuses personnes et se base sur des interviews d'une centaine de proches du groupe. Il écrit le scénario à l'été 1989. Il déclarera plus tard « le scénario de The Doors a toujours été problématique. Même lorsque nous avons tourné, mais la musique a aidé à le fusionner. » Il explique avoir d'abord choisi les chansons qu'il souhaitait utiliser puis écrit « chaque morceau du film comme une ambiance adaptée à cette chanson. » La famille de Pamela Courson n'a pas aimé le scénario d'Oliver Stone et a tenté de ralentir la production en refusant d'autoriser l'utilisation de la poésie ultérieure de Morrison dans le film. À la mort de Morrison, Pamela avait acquis les droits sur la poésie de Morrison ; à sa mort, ses parents en ont donc obtenu les droits.

### Attribution des rôles
Durant la longue période de gestation du projet, de nombreux acteurs ont été évoqués dans les années 1980 pour le rôle de Jim Morrison : Tom Cruise, Johnny Depp, John Travolta ou encore Richard Gere, alors que Bono de U2 et Michael Hutchence d'INXS avaient exprimé leur envie de le faire. Oliver Stone souhaite engager Ian Astbury (en), chanteur du groupe The Cult, qui refuse, non satisfait de la façon dont Jim Morrison va être représenté dans le film,.
Dès 1988, Oliver Stone a Val Kilmer en tête après l'avoir vu dans Willow (1988) de Ron Howard,. Avant son audition, l'acteur avait mémorisé les paroles de toutes les chansons écrites par Jim Morrison et avait envoyé à Oliver Stone une vidéo de lui interprétant quelques chansons des Doors. L'acteur a rencontré Robby Krieger et John Densmore, mais Ray Manzarek a refusé. Lorsque les Doors entendent Kilmer chanter, ils ne peuvent dire si la voix était celle de l'acteur ou celle de leur chanteur.
Près de 60 actrices, dont Patricia Arquette, Melissa Gilbert et Lisa Edelstein, sont auditionnées pour le rôle de Pamela Courson. Le rappeur Ad-Rock du groupe Beastie Boys a également auditionné pour un rôle non précisé,. Michael Madsen, qui avait initialement auditionné pour le rôle principal, a finalement été choisi pour jouer le rôle de l'acteur Tom Baker. Celui-ci devait initialement être incarné par Billy Idol. Cependant, peu avant le tournage, le chanteur se blesse dans un accident de moto qui l'empêche de marcher. Il apparaît donc avec des béquilles, assis ou allongé, dans le rôle secondaire de Cat. Kyle MacLachlan a d'abord auditionné pour jouer Jim Morrison. Oliver Stone a cependant estimé qu'il était plus adapté au rôle de Ray Manzarek. Ce film marque par ailleurs les débuts au cinéma de Karina Lombard et Lisa Edelstein.
Plusieurs personnalités de la musique apparaissent dans le film : John Densmore, batteur des Doors entre 1965 et 1973, fait une apparition dans le rôle de l'ingénieur lors de la dernière session. Patricia Kennealy, incarnée à l'écran par Kathleen Quinlan, fait également un caméo dans le rôle de la prêtresse au mariage celtique. Eric Burdon incarne quant à lui un manager, Paul Williams est un employé d'Andy Warhol et Bonnie Bramlett est la barmaid. L'avocat William Kunstler incarne quant à lui l'avocat de Jim alors que le réalisateur Oliver Stone est un professeur de UCLA. Son fils Sean Stone incarne Jim, enfant.

### Tournage
Doté d'un budget de 32 millions de dollars, le tournage de The Doors dure environ 13 semaines. Il se déroule principalement à Los Angeles et en Californie (San Francisco, West Hollywood, Barstow, Pulgas Water Temple (en) à Redwood City, Baker, Palmdale, ...), mais également à Paris (cimetière du Père-Lachaise), à New York, au Nouveau-Mexique et dans le désert des Mojaves,,.
Oliver Stone engage initialement Paula Abdul pour chorégraphier les scènes de concerts mais celle-ci quitte finalement le projet, ne comprenant pas trop l'époque dépeinte et le style de Jim Morrison. Elle recommande cependant Bill et Jacqui Landrum, qui regardent des heures de concerts des Doors avant de travailler avec Val Kilmer avec des exercices de danse pour détendre le haut de son corps et des routines de sauts pour développer son endurance. Lors du tournage d'une scène de concert, Val Kilmer s'est cassé le bras en sautant dans la foule.
Le guitariste des Doors Robby Krieger a officié comme consultant sur le film, principalement pour montrer à son “alter ego cinématographique”, l'acteur Frank Whaley, comment poser ses doigts sur le manche de la guitare. Le batteur John Densmore en a fait de même pour Kevin Dillon.

### Révolution sonore
The Doors est le premier film en 35 mm présenté en Cinema Digital Sound,, une technique développée par Kodak et première application du son numérique au cinéma. Cette technique est caractérisée par la présence de six pistes numériques.
En 1991, le Kinopanorama à Paris est la première salle en France à projeter le film en Cinema Digital Sound avec les 6 pistes numériques. Le public sera au rendez-vous : le Kinopanorama sera classée en tête des salles parisiennes.

## Bande originale
Albums de The Doors
The Best of the doors
(1985) Essential rarities
(2000)
La bande originale du film contient certaines chansons des Doors, ainsi que "Heroin" de The Velvet Underground. Les versions chantées par l'acteur Val Kilmer n'y apparaissent pas.
Liste des titres
Toutes les chansons sont interprétées par les Doors et écrites par Jim Morrison, Robby Krieger, Ray Manzarek, et John Densmore, sauf exceptions notées.
| No  | Titre                                                                              | Auteur            | Album d'origine                                               | Durée |
| --- | ---------------------------------------------------------------------------------- | ----------------- | ------------------------------------------------------------- | ----- |
| 1.  | The Movie                                                                          | Jim Morrison      | An American Prayer (1978)                                     | 1:06  |
| 2.  | Riders on the Storm                                                                |                   | L.A. Woman (1971)                                             | 7:01  |
| 3.  | Love Street                                                                        | Morrison          | Waiting for the Sun (1968)                                    | 2:48  |
| 4.  | Break on Through (To the Other Side)                                               |                   | The Doors (1967)                                              | 2:26  |
| 5.  | The End                                                                            |                   | The Doors                                                     | 11:42 |
| 6.  | Light My Fire                                                                      |                   | The Doors                                                     | 7:06  |
| 7.  | Ghost Song                                                                         | Morrison          | An American Prayer                                            | 2:55  |
| 8.  | Roadhouse Blues (live)                                                             | Morrison          | An American Prayer ; originellement sur Morrison Hotel (1970) | 5:20  |
| 9.  | Heroin (interprété par The Velvet Underground et Nico)                             | Lou Reed          | The Velvet Underground and Nico (1967)                        | 7:08  |
| 10. | Carmina Burana (Introduction ; interprété par Atlanta Symphony Orchestra & Chorus) | Carl Orff         | Carl Orff: Carmina Burana (1983)                              | 2:32  |
| 11. | Stoned Immaculate                                                                  | Morrison          | An American Prayer                                            | 1:34  |
| 12. | When the Music's Over                                                              |                   | Strange Days (1967)                                           | 10:56 |
| 13. | The Severed Garden (Adagio)                                                        | Giazotto/Albinoni | An American Prayer                                            | 2:11  |
| 14. | L.A. Woman                                                                         | Morrison          | L.A. Woman                                                    | 7:49  |

## Sortie et accueil

### Critique
Le film reçoit des critiques partagées dans la presse. Sur le site d'agrégation de critiques Rotten Tomatoes, le film obtient 56% d'avis favorables, pour 61 critiques et une note moyenne de 5,9⁄10. Le consensus suivant résumé les avis collectés : « Val Kilmer offre une performance exceptionnelle en tant que l'une des figures les plus incendiaires du rock, mais malheureusement, Oliver Stone n'est pas en mesure de faire la lumière sur le cirque qui entoure la star. » Sur le site Metacritic, qui utilise une moyenne pondérée, le film obtient la note de 62⁄100 pour 19 critiques.
À la sortie du film, le célèbre critique américain Roger Ebert lui donne la note de 2,5/4. Le journaliste du Chicago Sun-Times écrit qu'il n'a pas pu trop s'investir dans l'histoire du film, mais loue la performance des acteurs, en particulier celle de Val Kilmer. À contrario, Rolling Stone écrit une critique élogieuse, lui attribuant quatre étoiles sur quatre. Dans un article paru en 2010 dans le magazine britannique Q, Keith Cameron écrit que le problème n'est pas tant que Stone se soit attardé « sur Morrison l'ébriété, le coureur de jupons ou le prétentieux Roi Lézard » mais plutôt sur « les dispositifs clichés d'Hollywood pour aspirer l'émerveillement du groupe pionnier : des acteurs avec de faux cheveux disant des bêtises » et « les tentatives turgescentes d'un réalisateur suffisant pour faire de grandes déclarations sur l'Amérique. »
Le claviériste des Doors Ray Manzarek, qui avait refusé les nombreuses demandes d'Oliver Stone pour participer au film, a ensuite déclaré que le film était un horrible récit de l'histoire du groupe. Dans une interview en 1991, il critique Oliver Stone pour avoir exagéré la consommation d'alcool de Jim Morrison dans le film : « Jim avec une bouteille tout le temps. C'était ridicule... Il ne s'agissait pas de Jim Morrison. Il s'agissait de Jimbo Morrison, l'ivrogne. Mon Dieu, où était le poète sensible et le gars drôle ? Le gars que je connaissais n'était pas sur cet écran. » Robby Krieger, le guitariste de The Doors, avait quant à lui donné son consentement et son aide au film car il avait beaucoup apprécié Salvador (1986), l'un des précédents films d'Oliver Stone.

### Box-office
Produit pour un budget supérieur à 30 millions de dollars, le film ne récolte qu'un peu plus de 38 millions au box-office,.
| Pays ou région     | Box-office        | Date d'arrêt du box-office | Nombre de semaines |
| ------------------ | ----------------- | -------------------------- | ------------------ |
| France             | 1 230 999 entrées | -                          | -                  |
| États-Unis, Canada | 34 416 893 $      | 4 avril 1991               | 5                  |
| Total mondial      | 34 494 884 $      | -                          | -                  |

### Sorties en vidéo et version restaurée
The Doors sort en DVD en 1997 puis en août 2001. L'édition américaine Blu-ray est commercialisée en août 2008. Une édition Blu-ray 4K sort en juillet 2019, avec une nouvelle version présentée comme The Final Cut. Supervisée par Oliver Stone, elle présente un son remastérisé et supprime une scène où Morrison, à la suite de son procès, faillit se suicider. Oliver Stone expliquera plus tard qu'il avait coupé 3 minutes pour The Final Cut car il pensait au départ que le film était trop long, mais il s'est rendu compte peu de temps après qu'il avait commis une erreur car cela laissait des questions sans réponse. Il a déclaré qu'il préférait la version cinéma et voulait s'assurer que cette version soit disponible sur les médias domestiques.
En avril 2019, une version restaurée est présentée dans la section Cannes Classics du festival de Cannes.

## Commentaires
(décembre 2024).
- Si vous ne connaissez pas le sujet, laissez ce bandeau (vous pouvez alors contacter les auteurs).
- Si vous supprimez le contenu mis en cause (vous pouvez préalablement contacter les auteurs),

argumentez précisément cette suppression dans la page de discussion
(un manque de référence n'est pas un argument ; une recherche réelle de référence doit avoir été effectuée, être formellement documentée).

### Scène d'introduction
Le film évoque Los Angeles à la veille du Flower Power et les motivations de Ray Manzarek et Jim Morrison pour lancer un groupe reprenant le thème des portes de la perception selon divers auteurs en vogue dans cette époque contestataire.

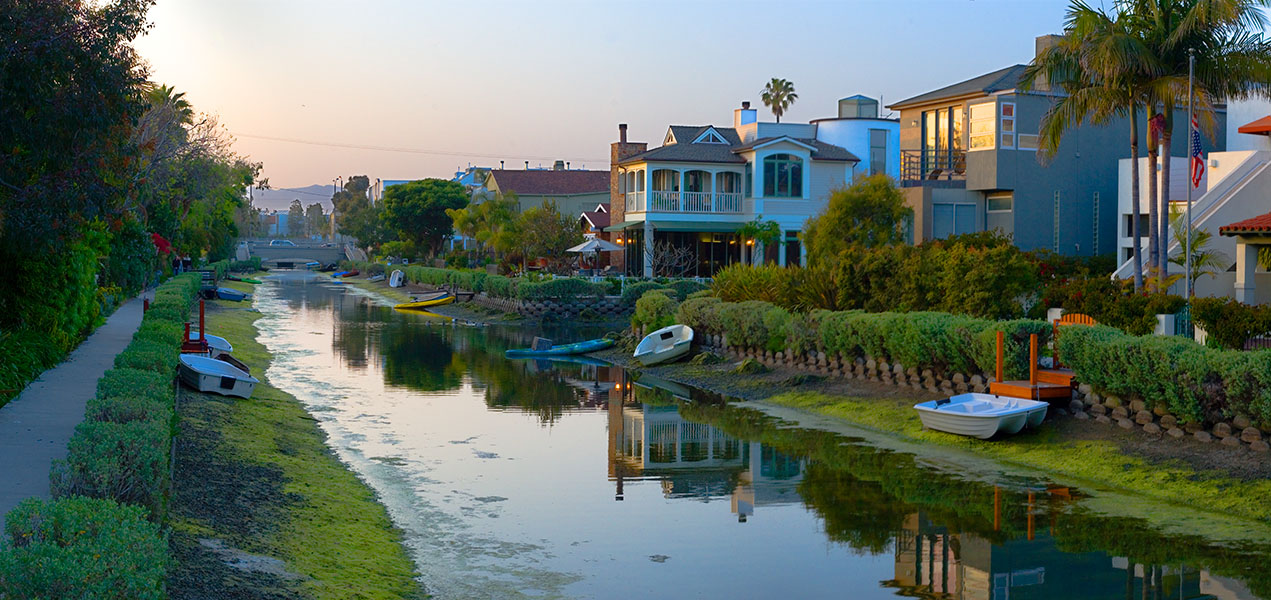
Sur la bande son de la chanson Love Street, Jim suit effrontément la fille qui occupe ses pensées jusqu'à une maison située dans les canaux de Venice Beach. Dans le film, c'est là qu'ils vont lier leur sort.

Ray Manzarek a une maison qui donne sur les dunes de la plage de Venice Beach, c'est là que le groupe en cours de formation fait ses répétitions.
Après une légère dispute, Robbie Krieger sort un texte, c'est le début de Light My Fire, quelques notes de guitare, les autres membres trouvent cela bien, Ray demande aux autres d'aller faire un tour à la plage, à leur retour, Ray avait trouvé l'introduction de la fameuse chanson Light My Fire. Et voici le début de la carrière des Doors.

### Scénarisation de l'histoire
Le film prend une certaine liberté par rapport à la réalité, malgré le fait qu'Oliver Stone a tenu à reproduire à la perfection certains détails (les bars Whisky A Go-Go et London Fog, l'appartement de Patricia Kennealy, Sunset Strip, les rues de San Francisco, …).
- Jim Morrison a rencontré Pamela Courson au London Fog, où le groupe avait joué, et non sur la plage à Venice avant la formation du groupe.
- Lorsqu'il a présenté son film à l'Université de Californie à Los Angeles, Jim Morrison ne s'était pas fait railler par ses camarades mais seulement par ses professeurs.
- Jim Morrison n'a pas interrompu ses études de cinéma comme dans le film. En revanche, il ne s'est pas présenté à la cérémonie de remise de diplômes car il s'était installé à New York peu de temps avant. Plus tard, il a réalisé quelques courts-métrages comme par exemple HWY, an american pastoral.
- Avant de former les Doors avec Morrison, Ray Manzarek jouait avec son frère dans le groupe Rick & the Ravens[41]. Ce détail n'est pas mentionné dans le film.
- Même s'il a réellement chanté les paroles de Light My Fire que l'émission a voulu censurer, la prestation de Jim Morrison au Ed Sullivan Show fut bien plus calme que dans le film, n'ayant même jamais imposé son entre-jambe à la caméra. De plus, il était vêtu non pas d'une chemise noire mais d'une veste en cuir avec une chemise blanche en dessous.
- La séance photo avec Jim Morrison torse-nu a été assurée par Joel Brodsky et non par Gloria Stavers.
- Jim Morrison était seul à la soirée avec Andy Warhol, aucun autre membre du groupe ne l'avait accompagné.
- Bien qu'il y eut des rapports sexuels entre Jim Morrison et la chanteuse Nico, la scène de la fellation dans l'ascenseur est purement inventée.
- Jim Morrison a rencontré Patricia Kennealy en 1969 et non en 1967.
- À New Haven, Jim Morrison a eu des relations sexuelles dans les douches avec une fille inconnue et non avec Patricia Kennealy (puisque rencontrée un an plus tard). En revanche, l'intervention sèche et violente de l'agent de police est authentique y compris lorsque celui-ci asperge du gaz lacrymogène dans les yeux de Morrison.
- La salle de New Haven ne possédait pas de balcon. De plus, le concert n'était pas Sold out. En fait, la salle ne fut remplie qu'à moitié.
- Un plan montre Jim Morrison boire une bière Genuine Draft de la marque Miller. Or la Genuine Draft ne fut mise sur le marché qu'en 1985, soit 14 ans après la mort de Morrison.
- Pamela Courson et Patricia Kennealy ne se sont pas rencontrées à l'occasion d'un repas de thanksgiving mais lors de répétitions du groupe au Felt Forum de New York, le 16 janvier 1970. De plus, leur contact à cette rencontre n'était aucunement tendue.
- Jim Morrison n'a jamais enfermé Pamela Courson dans un placard pour y mettre ensuite le feu.
- La publicité de la compagnie automobile Buick reprenant Light My Fire n'a jamais été diffusée, Morrison ayant refusé de donner son accord. Il n'a même jamais lancé une télévision sur Ray Manzarek, celui-ci ayant confirmé dans une interview : « Jim would never do that ! » (« Jim n'aurait jamais fait ça ! »).
- Dans le film, Pamela fait une fellation à Jim au moment d'enregistrer The Soft Parade alors qu'en réalité, elle la lui avait faite en enregistrant You're Lost Little Girl sur l'album Strange Days. En fait, le studio avait trouvé que c'était une bonne idée de faire appel à une prostituée pour « soulager » Jim afin que celui-ci trouve mieux sa voix mais Pam aussi trouva que c'en était une bonne et elle se proposa.
- À Miami, le passage où Morrison invective le public a été nettement modifié, même si ses paroles choquantes sont dites telles quelles. Peu après, lorsqu'il tourne en rond entouré de son public, Morrison interprète le medley Dead Cats, Dead Rats / Break on Through (To the Other Side) comme ce fût réellement le cas.
- Dans le film, Ray et Dorothy Manzarek sont parents d'une fille alors qu'en réalité, ils étaient parents d'un garçon nommé Pablo.
- Durant le concert de Miami, Jim Morrison s'était agenouillé face à Robby Krieger soi-disant pour admirer le jeu de celui-ci à la guitare (détail visible dans le film), les deux hommes avaient été photographiés sur le moment. Plus tard, lors de la première audience du procès, cette photo avait conduit Morrison à être accusé de rapports bucco-génitaux à l'encontre de son camarade, une rumeur que le chanteur avait immédiatement démenti[41].
- Dans le film, Jim Morrison se laisse pousser la barbe puis ne la rase plus jusqu'à son déménagement à Paris. En réalité, le chanteur l'avait rasée une première fois en 1970, durant la période d'enregistrement puis la sortie de l'album Morrison Hotel.
- Dans le film, Bill Siddons affirme à Jim Morrison que les Doors n'ont pas été invités au festival de Woodstock à cause des affaires judiciaires du chanteur. Or à l'époque, rien ne prouvait que le groupe n'avait pas été invité, une rumeur soulevait même que, Morrison ne souhaitant plus jouer en plein air, le groupe ne serait pas venu volontairement. En 1996, Robby Krieger a confirmé que les Doors ont bel et bien refusé d'assister au festival, pensant qu'il s'agissait d'une répétition de celui du Monterey Pop de 1967.
- La mort de Jim Morrison est très romancée dans le film. En fait, si l'on s'en tient à la version officielle (controversée), il serait rentré peu avant que Pam ne se couche, se serait plaint de douleurs au ventre et aurait vomi du sang avant de lui dire de le laisser dans la salle de bain. De plus, la baignoire se situait non pas au milieu de la pièce mais contre un mur.

### Postérité
L'affiche du film, qui représente Val Kilmer dans le rôle de Jim Morrison, apparaît régulièrement dans la série télévisée française Hélène et les Garçons, diffusée sur TF1 à partir de 1992. Elle est visible dans le décor récurrent du garage, où les garçons musiciens répètent leurs morceaux.